# Parque Nacional Cheile Bicazului - Hășmaș

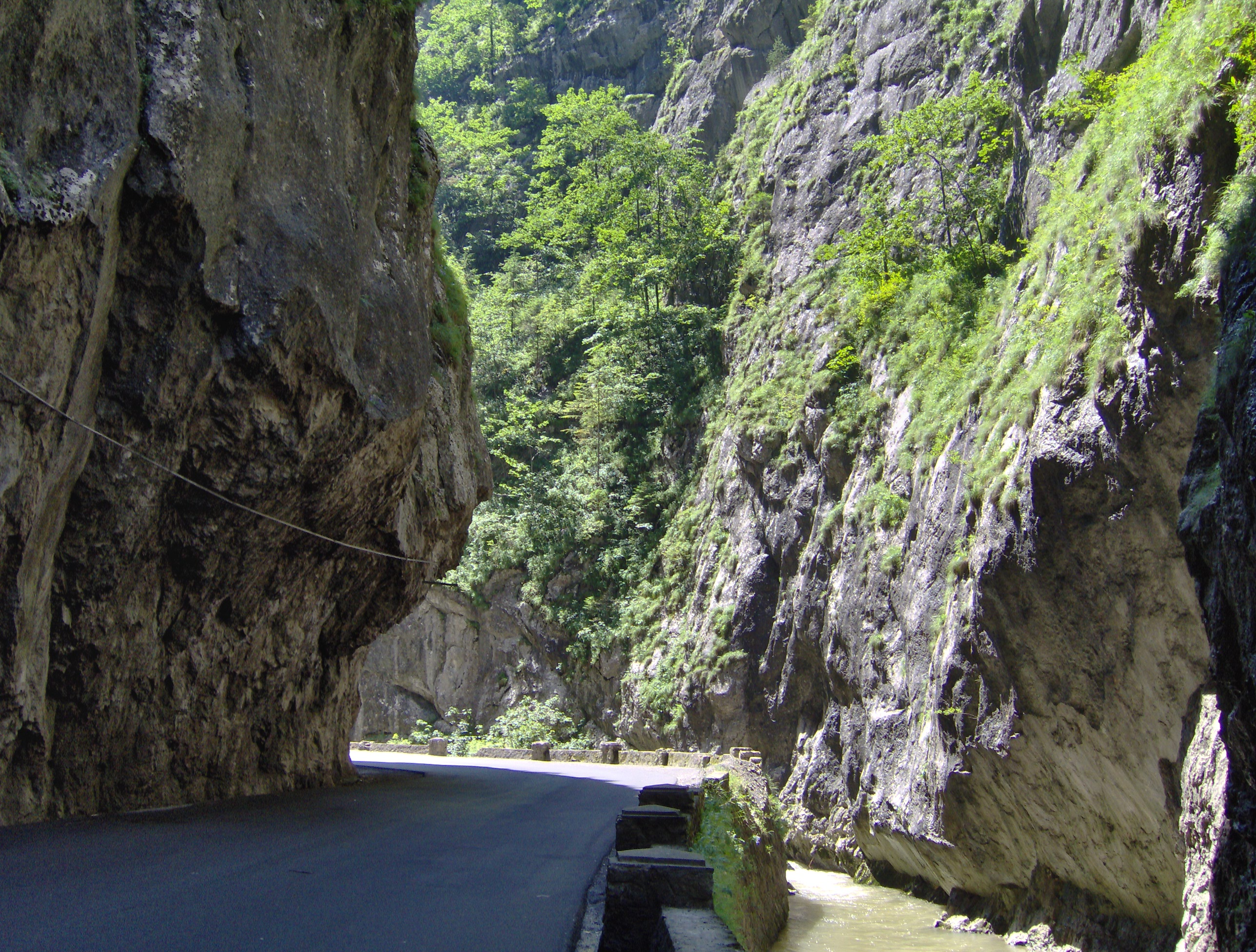
Canyon Bicaz

O Parque Nacional Cheile Bicazului - Hășmaș está localizado no nordeste da Roménia, na cadeia montanhosa oriental dos Cárpatos. O território da reserva faz parte dos condados de Neamţ e Harghita.
A administração do parque está localizada em Izvorul Mureşului, no condado de Harghita.
As características geológicas mais importantes do parque são o Cheile Bicazului (Bicaz Gorges), um desfiladeiro profundo cavado pelo rio Bicaz, Lacu Roşu (o Lago Vermelho) - um lago natural, e as montanhas Hăşmaş.